# Vagones del Great Western Railway
La flota de vagones del Great Western Railway era grande y variada, ya que la compañía transportaba todo tipo de mercancías, de clases muy distintas. El Great Western Railway (GWR), la empresa ferroviaria que operó durante más tiempo en el Reino Unido (desde 1838 hasta 1947), cubría una extensa área geográfica que incluía grandes ciudades como Londres; zonas industrializadas como las West Midlands; y zonas de minería de carbón y otros minerales como Gales del Sur y Somerset; así como otros importantes distritos agrícolas y ganaderos. En 1902, la empresa poseía 59.036 vagones, y en 1926 el total había aumentado hasta las 88.580 unidades.
Los primeros vagones eran solo cajas abiertas, pero se agregaron furgones cubiertos a partir de la década de 1860 y finalmente se construyó una amplia gama de vehículos particularizados para manejar diversos tráficos especializados. Hacia el final de su existencia, todos estaban pintados con una librea gris, pero anteriormente, tanto el color negro como el rojo se habían usado en diferentes momentos.

## Desarrollo de su diseño
La mayoría de los primeros vehículos eran vagones abiertos de cuatro ruedas, aunque también se construyeron algunos vehículos de seis ruedas para cargas especiales. Le siguieron furgones cubiertos, inicialmente para el transporte de ganado pero luego para cualquier tipo de mercancía que necesitara ser protegida de la intemperie durante el tránsito. Los primeros vagones con bogies aparecieron en 1873 para cargas pesadas, aunque los vagones con bogies para carbón se construyeron en 1904, sustituyendo progresivamente a los grandes vagones de carbón de cuatro ruedas que aparecieron por primera vez en 1898. 
Con un peso de 20 toneladas largas (22,4 ST; 20,3 t), tenían el doble de tamaño que los vagones típicos de la época, pero no fue hasta 1923 cuando la empresa invirtió fuertemente en vagones de carbón de este tamaño y en la infraestructura necesaria para descargarlos en los muelles propiedad del ferrocarril. Eran conocidos como vagones Felix Pole en honor al Gerente General del GWR que promovió su uso. Los vagones portacontenedores aparecieron en 1931 y las plataformas especiales para automóviles en 1933. De hecho, se construyeron vagones especiales para muchos productos diferentes, como pólvora, caolín, automóviles, calderas, vigas largas, láminas de vidrio, ganado, frutas y pescado.
Cuando se abrió el GWR, no se disponía de la tecnología necesaria para equipar los trenes con freno de vacío. El sistema de frenado consistía en una serie de frenos de accionamiento manual colocados en algunos vagones individuales, y además los trenes disponían de un furgón de frenos, donde una serie de ayudantes del maquinista tenían el control de los frenos accionados con manivelas o volantes. Los primeros vagones de mercancías que se equiparon con frenos de vacío fueron los que circulaban en trenes de pasajeros que transportaban mercancías perecederas como el pescado. Algunas tolvas de balasto recibieron frenos de vacío en diciembre de 1903, y parte de los vagones de mercancías generales se construyeron con ellos a partir de 1904, aunque los vagones no equipados (aquellos sin frenos de vacío) todavía formaban la mayoría de la flota el 1 de enero de 1948, cuando el ferrocarril fue nacionalizado y pasó a ser parte de British Rail.
Al igual que la mayoría de los demás ferrocarriles británicos, los trenes de mercancías estaban acoplados entre sí mediante una gran cadena de tres eslabones suspendida entre los ganchos de cada vagón. Algunos vagones con frenos de vacío estaban equipados con acoplamientos de tornillo que se podían apretar para que los vagones no rebotaran hacia adelante y hacia atrás en sus topes, en los que el eslabón central del acoplamiento era una barra roscada con un mango para girarlo. Más común en los vagones del GWR era un acoplamiento "instantáneo", en el que el enlace central tenía una forma especial para que pudieran acortarse cuando se acoplaban a trenes con instalación de vacío.

## Librea
Los vagones estaban pintados de marrón en los primeros años del GWR, pero se cambió al rojo antes del final de las vías de gran ancho en 1892. Se introdujo una librea de color gris oscuro alrededor de 1904 y se siguió usando hasta 1947.
La compañía propietaria del vagón era identificada con el texto 'G.W.R' pintado en letras pequeñas en el bastidor o en el tablón inferior de la carrocería. Cuando los vagones se pintaron de rojo, muchos se equiparon con placas de hierro fundido. A partir de 1904, las iniciales se cambiaron a las letras 'GW' pintadas a gran tamaño (63,5 cm), que se redujeron de altura (a 16 plg (40,6 cm)) en 1920. Alrededor de 1937, el diseño volvió a ser solo un pequeño rótulo 'GW' (de 5 plg (12,7 cm) de altura) pintado justo encima del número del vagón.

## Tipos de vagones

### Abiertos

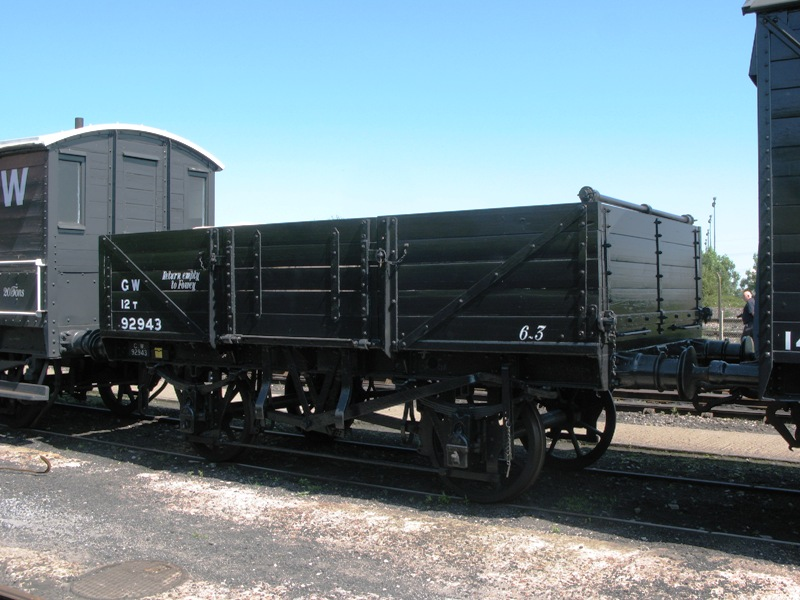
Tipo O13 abierto con puertas en los extremos. Obsérvense las divisiones horizontales entre los lienzos de 5 tablones que forman la caja

Los primeros vagones eran de tipo abierto, esencialmente una caja de cuatro lados con una puerta abatible en cada lado transportada sobre cuatro o, a veces, seis ruedas. Los que tenían solo uno o dos tablones laterales y una capacidad de 8 toneladas largas se construyeron hasta 1872, momento en el que se estaban produciendo vagones de 9 toneladas, cuatro ruedas y tres tablones. En 1886 se empezaron a fabricar vagones de cuatro tablones que estaban habilitados para transportar 10 toneladas, pero algunos más largos (de 18 pies (5,5 m) en lugar de los 16 pies (4,9 m) habituales) podían cargar hasta 12 toneladas. Los vagones de cinco tablones eran una construcción estándar desde 1902, pero solo dos años después, todos los vagones abiertos nuevos se construyeron con siete tablones.
Muchos de los primeros vagones se construyeron con extremos elevados semicirculares que podían soportar una cubierta de lona. En cambio, a partir de 1902 se construyeron varios tipos de vagones abiertos con una barra longitudinal por encima de la mitad de la caja y fijada a un pivote en cada extremo, que podía soportar una lona alquitranada.
En 1889 se construyó un vagón con bogies experimental abierto, codificado como 'Tourn'. Tenía 36 pies (11,0 m) de largo y dos tablones de alto, pero pronto se elevó a cuatro tablones y se autorizó para transportar 25 toneladas. Desde 1925, la longitud estándar para vagones de cuatro ruedas se incrementó a 17,5 pies (5,3 m), con el fin de cumplir con las normas de la Railway Clearing House. Se construyeron varios vagones más largos para tráficos especiales, como tubos de metal o troncos de madera, y se les dio el código telegráfico 'Tube C'. El primero de ellos, construido en 1907, tenía 25 pies (7,6 m) de largo y podía cargar 14 toneladas. A partir de 1945 tenían 30 pies (9,1 m) de largo y podían transportar 21 toneladas.
Se construyeron vagones específicos para tráficos especiales, incluyendo los tipos O12 y O13 con puertas de fondo que permitían descargar caolinita en los barcos volcando todo el vagón. El tipo O25 se construyó con descarga de tolva en el suelo para el tráfico de granos, mientras que el O27 tenía bastidores reforzados para su tráfico pesado de hojalata. Los tipos N23, N24, N31 y N32 eran grandes cajas de hierro abiertas de 20 toneladas de capacidad construidas para el tráfico de carbón, que en muchos casos se alquilaron a minas de carbón específicas o comerciantes de carbón a precios económicos, ya que eran más eficientes para el transporte por ferrocarril que los vehículos de madera de 12 toneladas que generalmente eran propiedad de estas empresas.
Los vagones denominados coloquialmente 'renacuajos' eran vagones largos y abiertos que podían operar a la velocidad de un tren de pasajeros para transportar pescado. Algunos de ellos emplearon los antiguos chasis de los coches para las vías de gran ancho (de 7 pies 1/4 plg (2140 mm)).

### Furgones
Los primeros vagones siempre estaban abiertos en la parte superior, pero a partir de la década de 1860 se construyeron furgones cubiertos en cantidades cada vez mayores. Estos vehículos, denominados 'Mink', se construyeron inicialmente con madera, pero entre 1886 y 1902 se utilizó hierro y se construyeron más de 4.000 vagones de este tipo. La mayoría tenían una capacidad nominal de 9 o 10 toneladas, pero en 1902 y 1911 también se construyeron algunas unidades de 36 pies (11,0 m) con bogies, con una capacidad nominal de 30 toneladas. Estas fueron identificadas con el código telegráfico como 'Mink F'.
La construcción de furgones con carrocería de madera se reanudó en 1902, pero a diferencia de los diseños de cuarenta años atrás, se construyeron con bastidores de sección angular de hierro. Los 'Minks' estándar construidos en 1902 tenían 16 pies (4,9 m) de largo y 7 pies (2,1 m) de alto por dentro. La altura se incrementó en los vehículos construidos durante los siguientes años, primero un poco más de 6 pulgadas (15,2 cm), luego nuevamente a un poco más de 8 pies (2,4 m), pero finalmente se estableció la altura media. En algunos furgones se instalaron ventiladores que podían cerrarse con persianas (código 'Mink A'), pero luego se convirtieron en respiraderos con capota. Hasta 1921, las unidades de cuatro ruedas generalmente tenían una capacidad nominal de 10 toneladas, pero sucesivas mejoras permitieron que  aumentaran a 12 toneladas.
A partir de 1927, los furgones se construyeron con una longitud 17,5 pies (5,3 m). Se siguieron produciendo modelos más grandes, primero de 21 pies (6,4 m) de largo ('Mink B' o 'Mink C' con ventiladores) y luego de 28,5 pies (8,7 m) ('Mink D' con ventiladores). Estos solo tenían una capacidad nominal de 10 toneladas, pero en 1931 se construyeron unidades de 30 pies (9,1 m) de longitud capaces de cargar 20 toneladas ('Mink G').
Los furgones para cargas especiales incluían modelos con la carrocería anclada al bastidor inferior mediante muelles y amortiguadores (tipos V27 y V28), así como tolvas para grano (V20). Los productos perecederos se transportaban en furgones de carne 'Mica' ventilados (X1) y 'Mica A' o 'Mica B' refrigerados (X2, etc.), furgones de pescado 'Bloater' (S6, etc.), o furgones de frutas con ventilación (aunque los furgones bananeros estaban equipados con equipo de calefacción para ayudar a madurar la fruta). Los automóviles se cargaban por puertas en los extremos de los furgones 'Asmo', 'Damo' y 'Mogo' (G24-G32, G43); y también en los del tipo 'Bocar' (G33-G38, G44, G45), equipados con bogies.

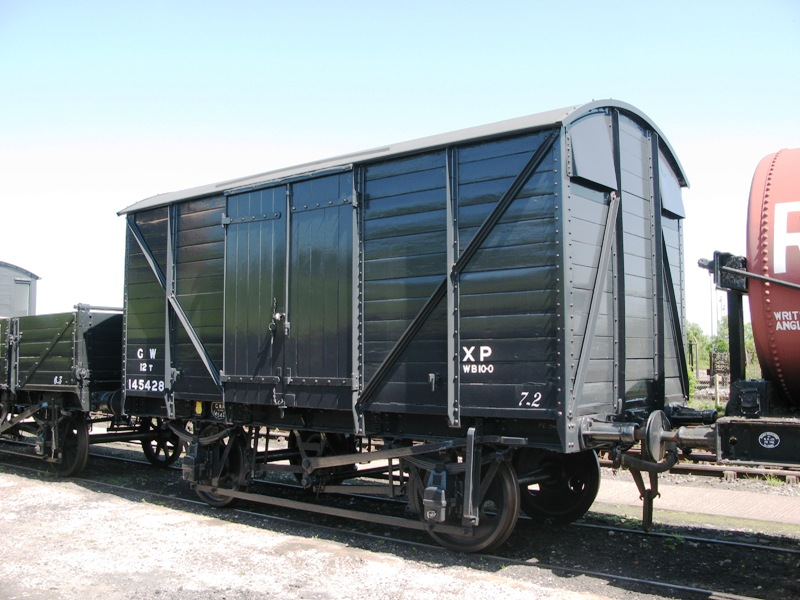
Tipo V34 Mink
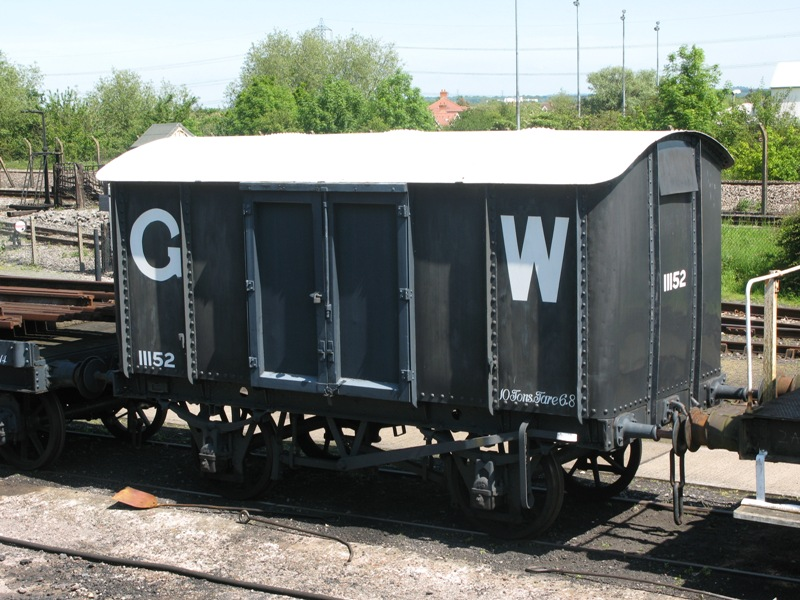
Tipo V6 con carrocería de hierro Mink
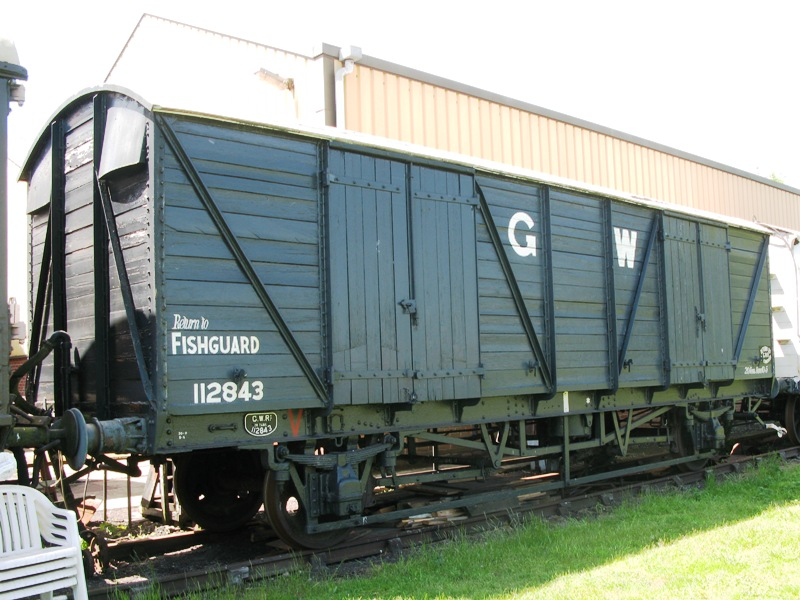
Tipo V22 Mink G
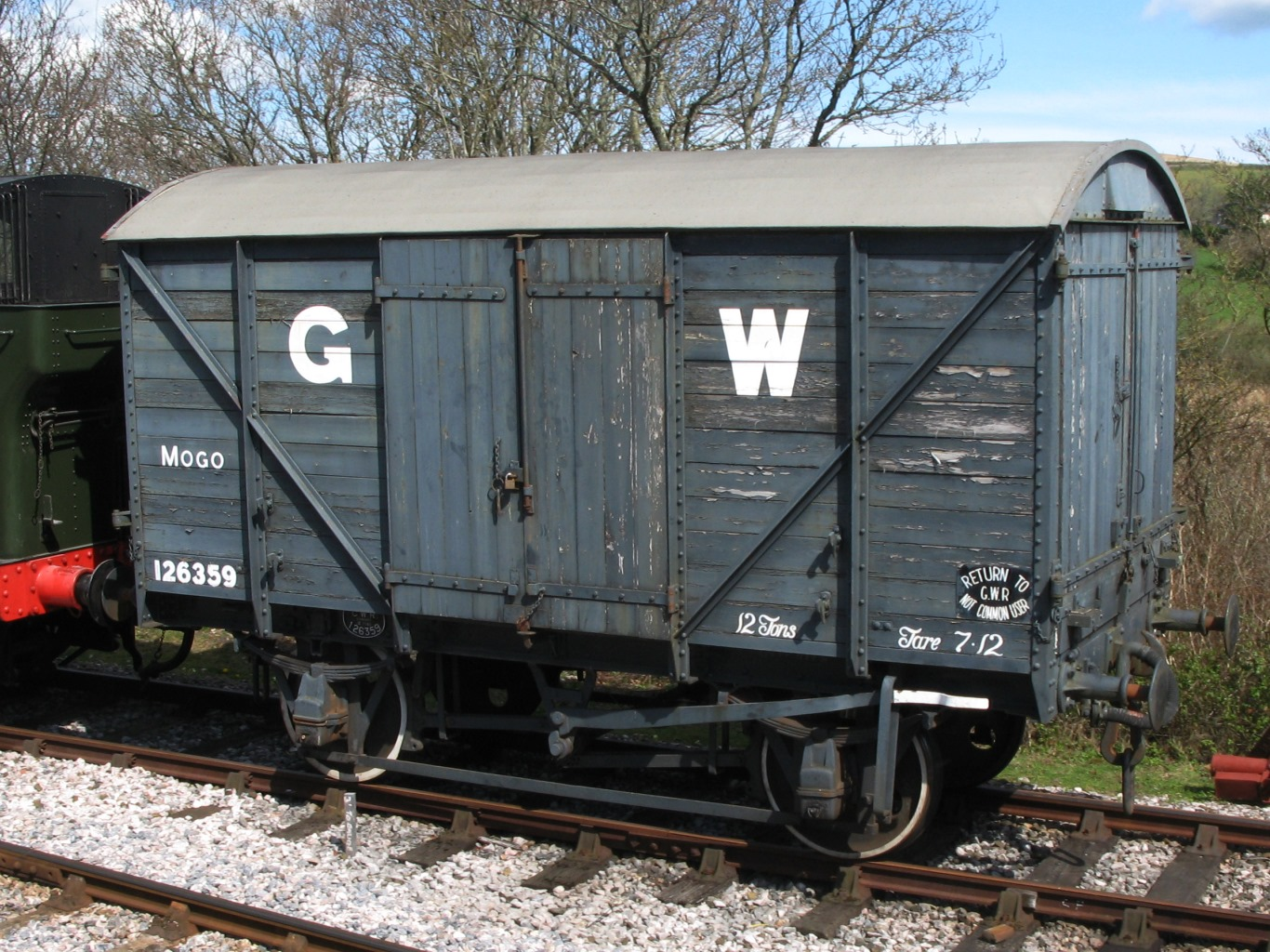
Tipo G31 Mogo para automóviles
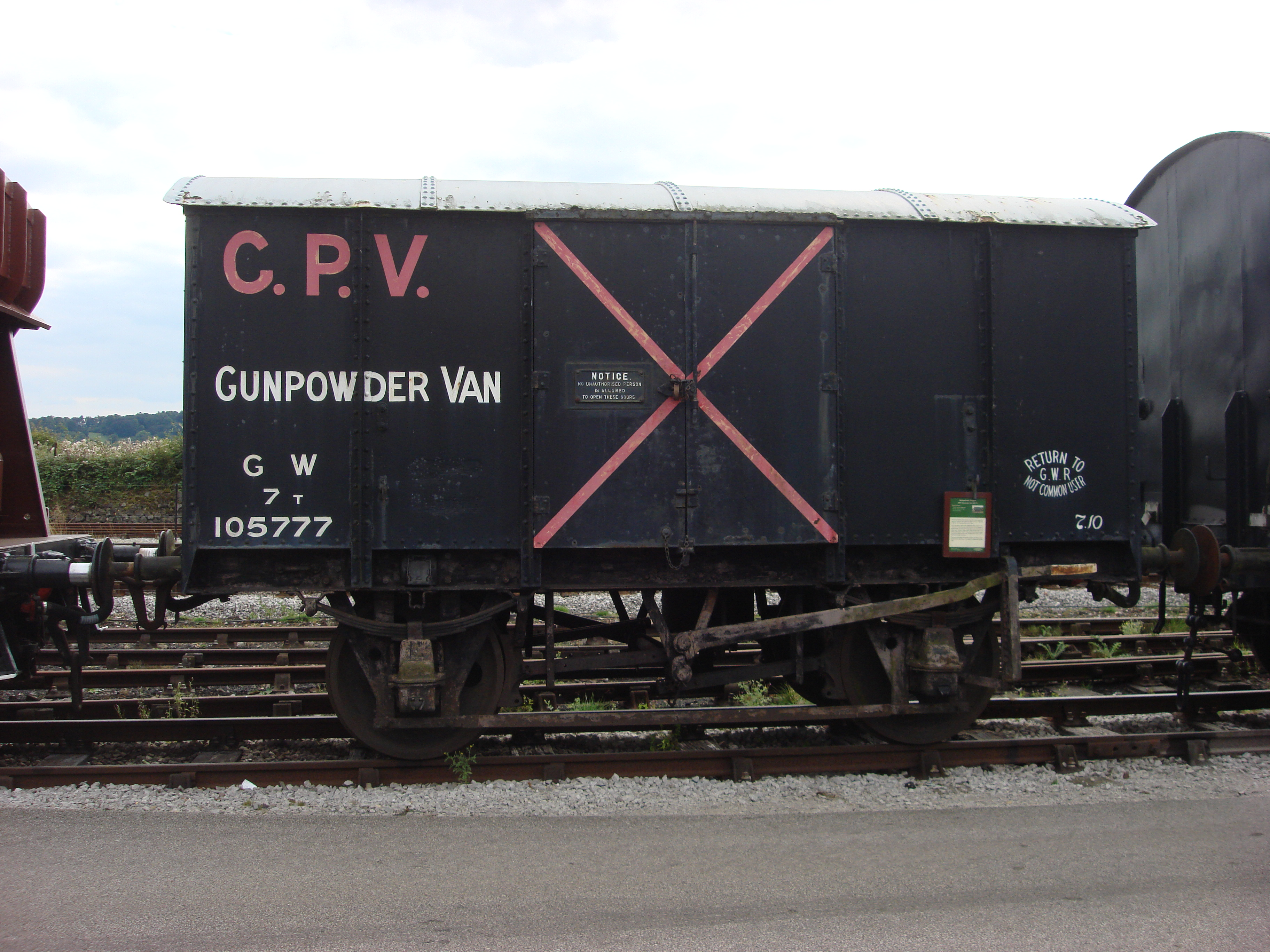
Tipo Z4 Cone para pólvora
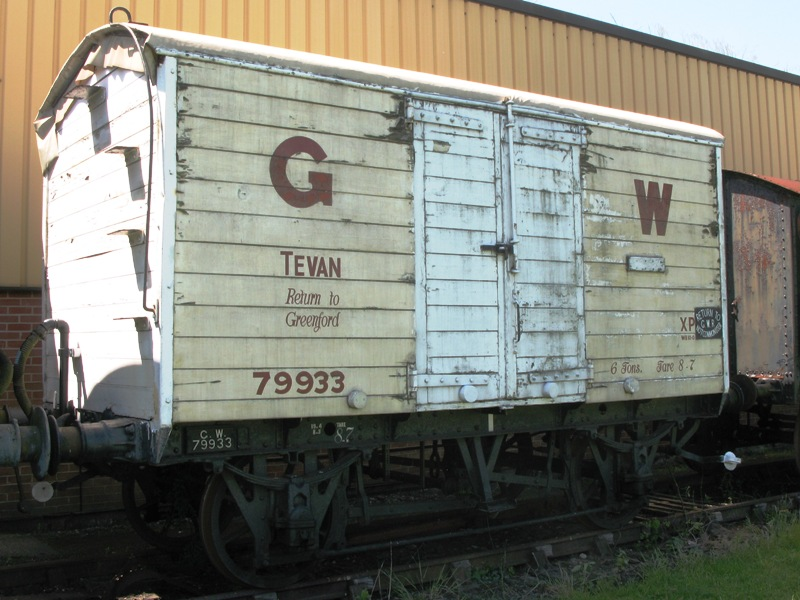
Tipo X7 Tevan para productos perecederos

### Trenes lecheros

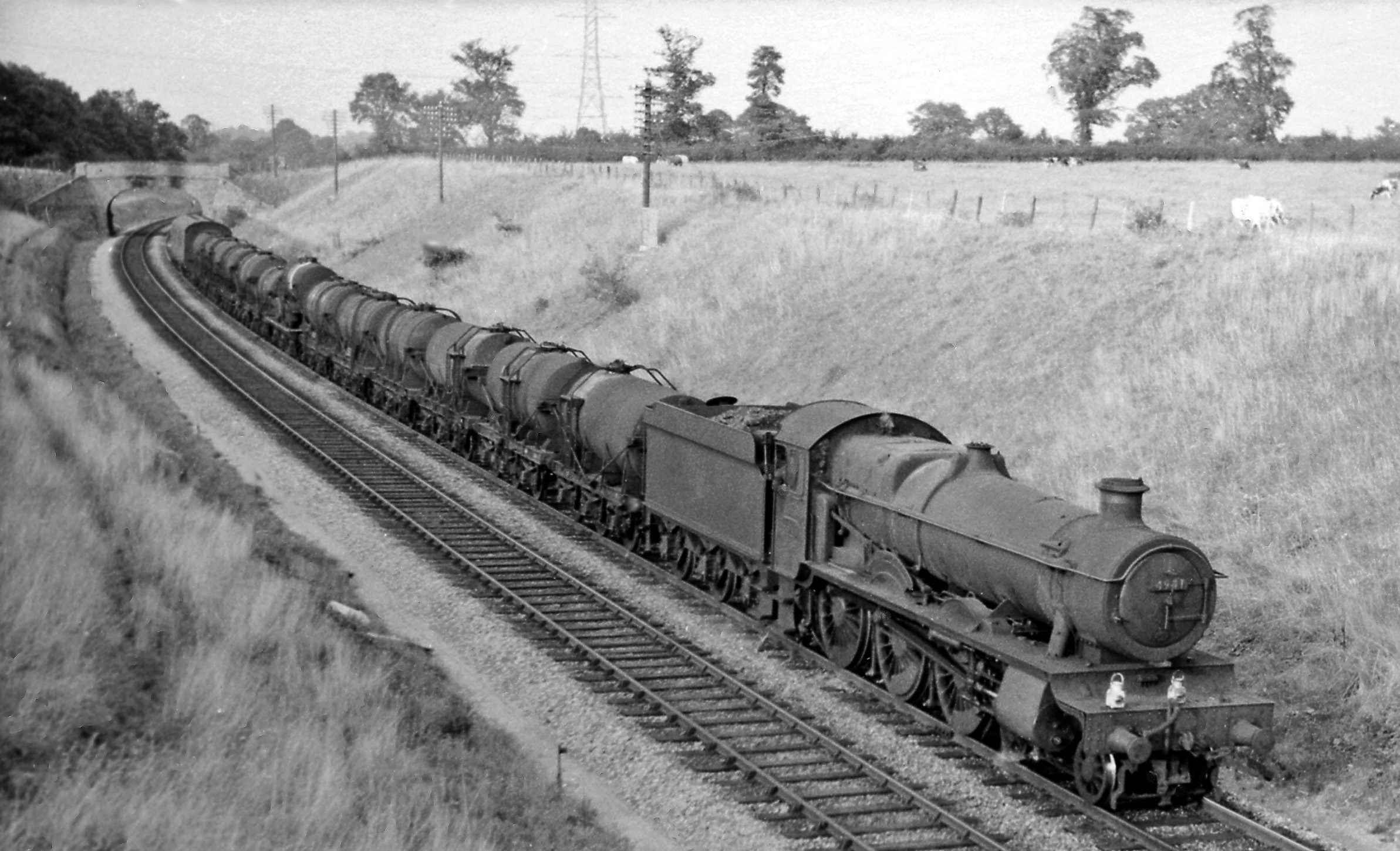
Tarde del 22 de agosto de 1959: la locomotora GWR Clase Hall 4-6-0 No. 4941 Llangedwyn Hall arrastra un tren con 13 vagones cisterna para leche vacíos y un Siphon G más allá de Frome (Somerset), en la Línea de Reading a Taunton, en el recorrido de regreso desde el antiguo depósito de Express Dairies en Kensington (Londres), hacia Plymouth (Devon)

Tras la agrupación de 1923, de los 282 000 000 galones imperiales (1 282 000 000 L) de leche transportados por las cuatro compañías ferroviarias nacionales, el GWR tenía la mayor parte de este tráfico, dando servicio de recogida al Oeste de Inglaterra y a Gales del Sur, zonas rurales y de carácter agrícola y ganadero. Desde la década de 1880, la leche se entregaba directamente del granjero a la estación de tren local en lecheras. Entonces, para eliminar la necesidad de mover la leche sin procesar de un contenedor a otro y, por lo tanto, la posible contaminación cruzada o la necesidad de instalar instalaciones de lavado higiénicas, se tomó la decisión de transportar las lecheras. Desde la década de 1880, el GWR había introducido la serie de vagones cerrados ventilados y de alta velocidad denominados GWR Siphon, basados en chasis de vagones de pasajeros. Pero con el aumento de los volúmenes a transportar y con los cambios en los sistemas de producción, el sistema de transporte tuvo que modificarse. Introducidos a partir de 1926, los vagones cisterna lecheros se construyeron inicialmente en chasis del GWR de dos ejes y, a partir de 1936, en chasis de tres ejes. Las cisternas revestidas de vidrio que transportaban la leche eran suministrados y pertenecían a la empresa láctea. Con un peso típico de 25 toneladas largas (25 401,2 kg) cuando se cargaban con 3000 galones imperiales (3603 galAm; 13 638 L) de leche, el resultado fue un vehículo tan pesado como un coche de pasajeros de un expreso. Formados en trenes de leche especializados, para reducir los retrasos en el mercado, eran remolcados por locomotoras exprés de primera línea, incluidas máquinas de la Clase King, de la Clase Castle y de la Clase Hall, a diferencia de los trenes de carbón (que eran igualmente pesados, pero que no requerían la velocidad de transporte de un producto perecedero).

### Vagones plataforma

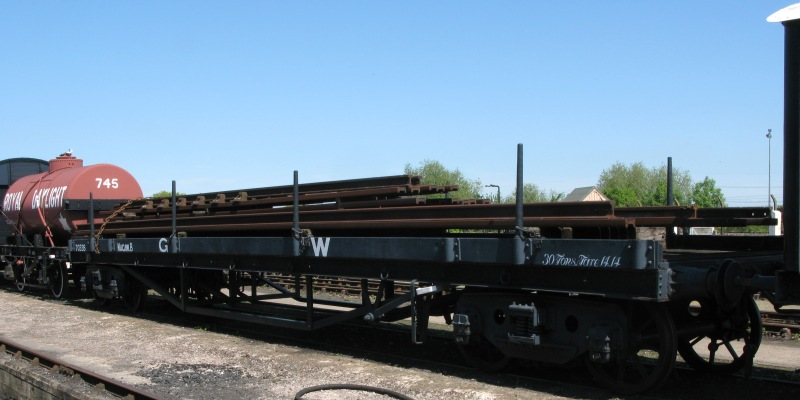
Tipo J28 Macaw B

Había una considerable variedad de diferentes tipos de vagones para transportar grandes cargas, pero muchos solo se construyeron en pequeñas cantidades, y cada uno de ellos recibió un código telegráfico con una letra adicional para distinguir las dimensiones particulares del vagón en cuestión. Los 'Beavers' eran vagones planos, incluidos muchos tipos de seis ruedas y la versión con bogies conocida como 'Beaver D'. A partir de 1931 se construyeron vagones planos especializados conocidos como 'Conflats', equipados con accesorios especiales para transportar mercancías en contenedores, todos ellos pertenecientes al tipo H.
La serie J era para plataformas sobre bogies, lo que significa que las cargas se transportaban sobre una serie de tablones de madera que servían de apoyo, y generalmente tenían pivotes móviles en los laterales para evitar que las cargas se deslizaran por el costado del vagón. La mayoría recibieron el código telegráfico 'Macaw', aunque también se emplearon algunos nombres como 'Beaver' o 'Gane'. Por ejemplo, los vehículos de 45 pies (13,7 m) con bogies y 30 toneladas de peso se codificaron como 'Macaw B', pero los vehículos de 62 pies (18,9 m) y 40 toneladas utilizados para transportar los carriles empleados por la empresa se codificaron como 'Gane A'. Los 'Mite' eran pares de vagones de un solo cabezal acoplados permanentemente en una composición denominada J9.
También se construyeron vagones de plataforma baja, con el suelo rebajado entre las ruedas para aumentar la altura de carga disponible. Los 'cocodrilos' eran vagones equipados con una caldera para accionar las máquinas de vapor dispuestas a bordo, con denominaciones de la serie C si las cargas tenían que ser levantadas por grúa, o F si una pendiente permitía que cargas tales como apisonadoras de vapor fueran conducidas a la parte más baja de la plataforma. Los vehículos similares pero de construcción más ligera para transportar carros, camiones y automóviles ordinarios se codificaron como 'Loriot' o 'Serpent'. Los vagones de suelo rebajado con caballetes en ángulo para transportar cargas anchas y planas se conocían como 'Hydra'.

### Vagones especializados

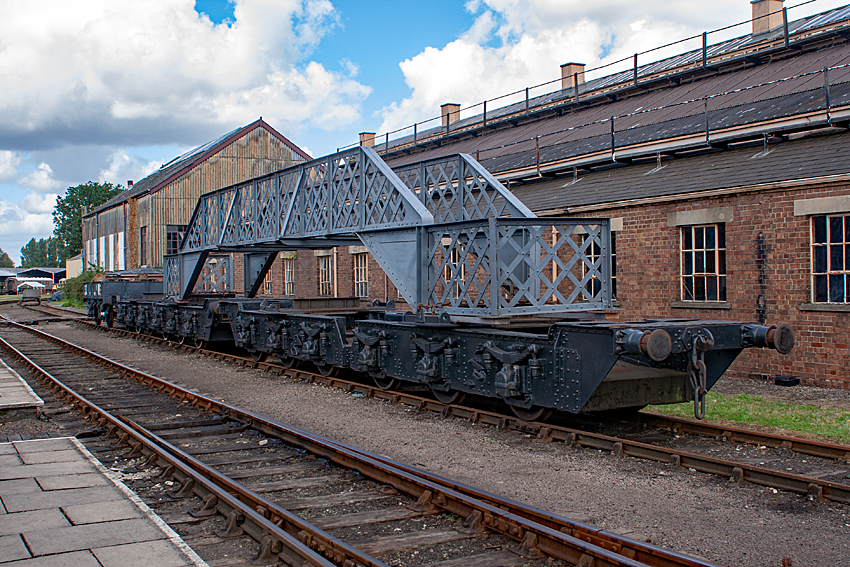
Cuatro vagones Tipo Pollen E A10, mostrando su gran longitud de carga útil

El ferrocarril necesitaba una serie de vehículos especializados para transportar aquellas cargas que no podían ser trasladadas de manera fácil o segura por los vagones estándar abiertos, cubiertos o planos. Entre ellos, figuraban vagones reforzados para cargar lingotes de metal, ('Totems', tipo B1, etc.); vagones plataforma especiales de suelo bajo para lunas de vidrio ('Coral', D1 y D2) y hélices ('Morel' y 'Aero', E1 etc.). Los vagones del tipo 'Pollen' (A1, etc.) eran vehículos plataforma de un solo extremo para elementos excepcionalmente largos, como calderas y vigas; trabajaban en parejas, pero algunos se podían desacoplar y luego unir uno a cada extremo de una carga excepcionalmente larga, con una configuración similar a la de un vagón schnabel.
Los vagones de ganado tenían un gran espacio entre la parte superior de los lados y el techo, pero los extremos eran similares a los de los furgones en el sentido de que llegaban hasta el techo. Durante un tiempo, se construyeron como tamaños 'pequeño', 'mediano' o 'grande'. La construcción posterior fue toda de gran tamaño pero con una partición móvil que podía reducir la capacidad si eso era lo que requería un ganadero (si el ganado tenía demasiado espacio, podía lastimarse si se caía cuando el tren estaba en movimiento). A los vagones de ganado se les dio el código telegráfico 'Mex' para animales ordinarios y 'Beetle' para animales con pedigrí que debían ir acompañados de un encargado, que se podían encontrar en los tipos de W1 a W14.

### Vehículos de servicio ferroviario

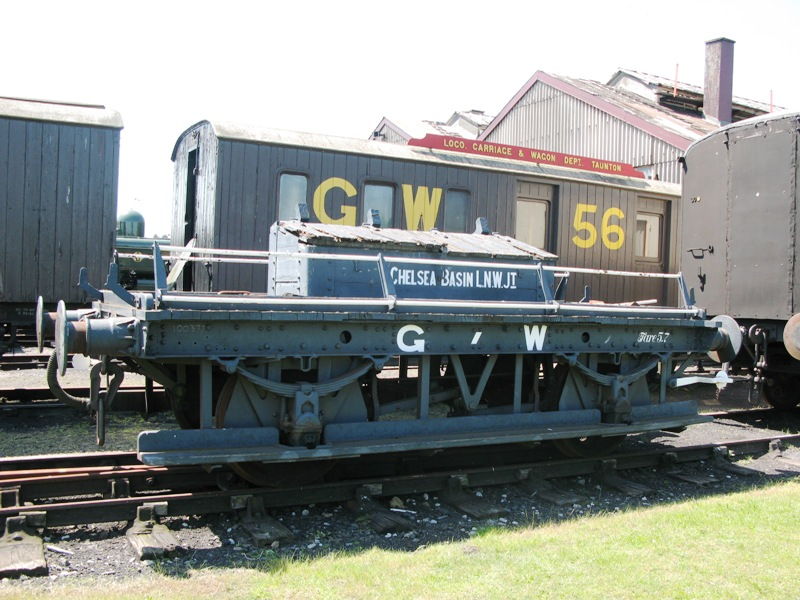
Tipo M4, vehículo para el personal de maniobras

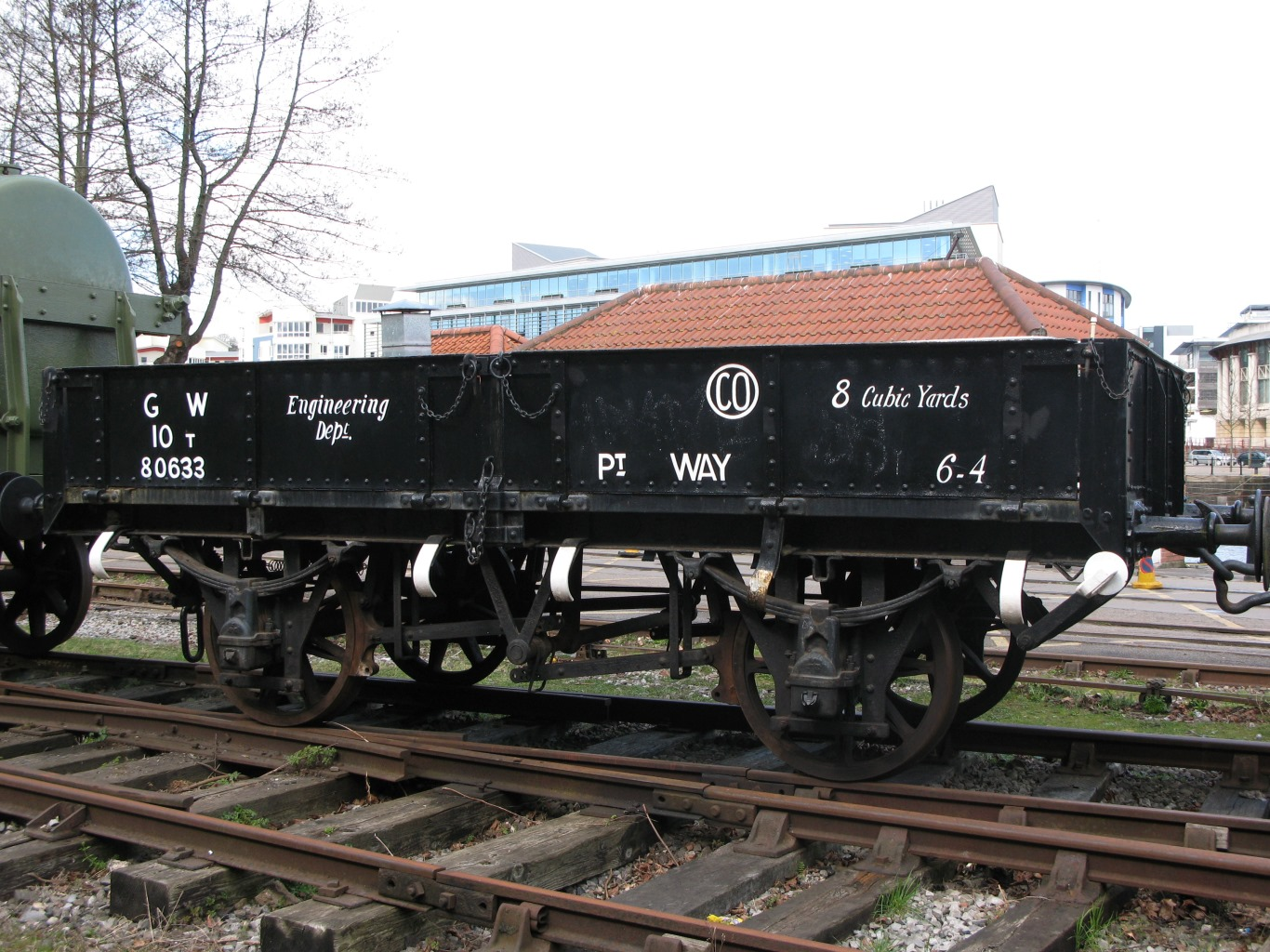
Tipo P15, vagón tolva para balasto

Se reservó una amplia variedad de vagones especializados para el uso de varios departamentos ferroviarios. El Departamento de Locomotoras tenía una gran flota de vagones de carbón y muchos estaban construidos con hierro. Se les asignaron tipos en la serie N junto con los vagones de minerales ordinarios, pero se identificaron con un gran rótulo con la palabra 'LOCO' pintado en los costados. Los diseños más comunes transportaban 10 toneladas (tipos N6 y N7) o 20 toneladas (N2, N4 y N5), pero había algunos vagones excepcionalmente grandes con bogies, como el tipo N11, capaz de transportar 40 toneladas.
El Departamento de Ingenieros tenía muchos vagones diferentes para sus necesidades especializadas, como los vagones de balasto, a los que se les dieron números en la serie P. La mayoría de ellos eran pequeños vehículos abiertos de hierro con una capacidad de 8 a 20 toneladas, pero algunos tenían sistemas de descarga especializados: los P6, P7 y P22 eran tolvas, y también se compraron varios vagones de volteo lateral en 1930, pero nunca se les asignó un número de tipo propio. Los vagones de ferrocarril ('Ganes') eran vagones comunes reequipados con bogies clasificados en el tipo J, pero los vagones abiertos para nuevas traviesas tenían su propia serie, la T, que también incluía vagones plataforma de suelo rebajado especiales para transportar traviesas con sus sujeciones de riel fijadas a ellos (T1, T12 y T13).
El departamento de operaciones tenía el requisito de que los vagones llevaran gas para iluminarlos. A estos se les dio el código telegráfico 'Cordon' y venían en dos estilos distintos, con dos depósitos alargados en el vagón (tipo DD5) o nueve depósitos cortos apilados en el vagón (DD4). También existían vagones de 'maniobras' para conectar vagones de vía de gran ancho y vagones de vía estándar hasta que se abandonó la vía ancha en 1892, o para circular con cargas suspendidas o peligrosas. Originalmente, eran solo plataformas planas ordinarias que operaban sin carga, pero en años posteriores se mantuvieron varios vagones viejos para este propósito y se les dieron las identificaciones de L21 a L23. Las grúas también tenían plataformas combinadas de varios estilos en los tipos de L1 a L20. Los vagones para los guardaagujas eran otro tipo de plataformas, y se podían encontrar en los tipos de M1 a M5. Tenían estribos y pasamanos a lo largo de toda su longitud para el personal encargado de las maniobras de vía que viajaban en ellos durante los movimientos alrededor o hacia y desde estaciones y cocheras. Estos vagones llevaban una caja de herramientas asimétrica distintiva y, por lo general, tenían pintado el nombre del depósito desde el que operaban.

### Furgones de freno

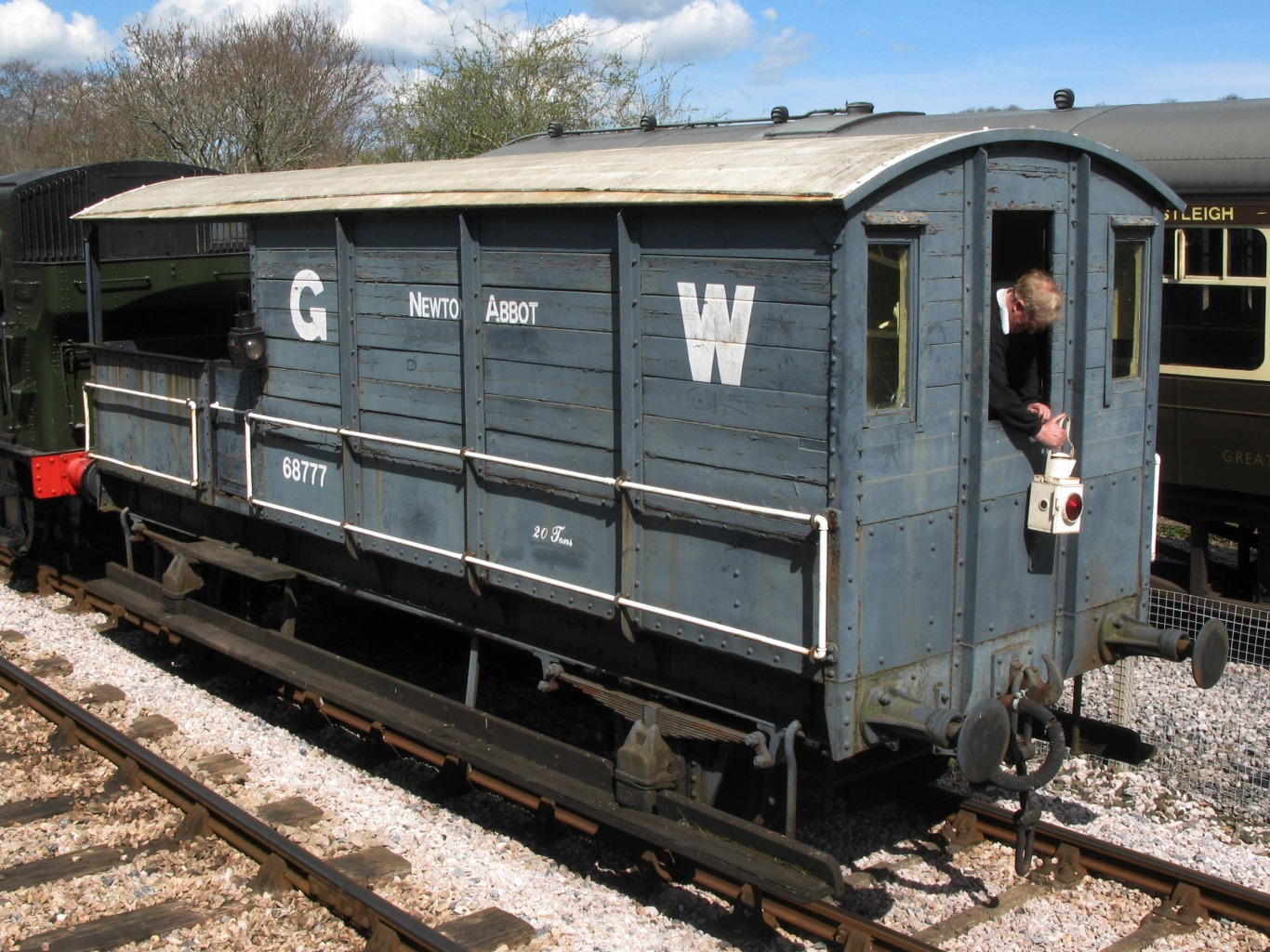
Tipo AA20 Toad

Cada tren de mercancías necesitaba como último vagón un furgón de frenos para que viajara el guardafrenos. La mayoría de los vagones estaban equipados solo con frenos manuales para bloquearlos una vez parados, por lo que el furgón de cola tenía un papel importante que desempeñar en la circulación segura de los trenes de mercancías. Incluso una vez que se introdujeron los trenes equipados con freno de vacío (a partir de 1904), se requería que un agente viajara en la parte trasera de cada tren. La mayor parte de los furgones de freno llevaban el nombre de su depósito de origen en el lateral. Las primeros tenían un peso de solo 10 o 12 toneladas, que se aumentó gradualmente hasta las 20 toneladas.
El conocido furgón de cola diseñado por el Great Western (denominado con el código telegráfico 'Toad', 'sapo' en español, y los tipos asignados en la serie AA) tenía una cabina grande que se extendía aproximadamente a lo largo de dos tercios de la longitud del furgón, con la 'veranda' restante abierta en tres lados pero cubierta con un techo. Los estribos de longitud completa y los pasamanos permitían que el guardafrenos o un agente viajaran en el exterior durante los movimientos de maniobra. Una puerta de altura completa permitía el acceso desde la veranda a la cabina que estaba equipada con ventanas en ambos extremos para permitirle ver y vigilar el tren. Se instalaron areneros con el fin de mejorar la adherencia de los rieles para evitar en su caso que las ruedas patinasen, y también formaban parte del equipamiento cajas de herramientas, armarios, un asiento y una estufa.
|  |  |  |

## Códigos telegráficos
Todos los vagones comerciales tenían asignado un código que se usaba en los mensajes telegráficos. Este código generalmente se pintaba en el vagón y se volvió común referirse a ellos por estos nombres, incluso cuando no se usaba el telégrafo. A muchos se les agregó una letra adicional para identificar características distintivas, por ejemplo, un 'Macaw A' era un vagón plataforma de 17 pies (5,2 m), y un 'Macaw B' era una de 45 pies (13,7 m).
- Aero (Aero) – vagón para el transporte de hélices de aeronaves (desde 1941)[2]
- Ale (Cerveza) – vagón de ganado, convertido para transportar barriles de cerveza (desde 1940)[2]
- Asmo (Asmo) – plataforma motorizada cubierta
- Beaver (Castor) – plataforma plana
- Beetle (Escarabajo) – plataforma especial para transporte de ganado[31]
- Bloater (Bloater) – furgón para pescado[31]
- Bocar (Bocar) – plataforma cubierta para carrocerías
- Cone (Cono) – furgón para pólvora
- Conflat (Conflat) – vagón plano para contenedores
- Coral (Coral) – vagón para transportar lunas de cristal
- Cordon (Cordón) – plataforma con depósito de gas
- Covcar (Covcar) – plataforma de transporte cubierta
- Crocodile (Cocodrilo) – carretón de suelo rebajado
- Damo (Damo) – plataforma motorizada cubierta
- Fruit (Fruta) – furgón para frutas
- Gadfly (Tábano) – plataforma para transportar aviones
- Gane (Gane) – plataforma ferroviaria de ingeniería
- Grano (Grano) – tolva para grano cubierta
- Hydra (Hidra) – plataforma de suelo rebajado para vehículos de pasajeros[32]
- Loriot (Loriot) – plataforma con maquinaria
- Macaw (Guacamayo) – plataforma para el transporte de troncos de madera
- Mayfly (Efímera) – plataforma para el transporte de transformadores eléctricos
- Mex (México) – vagón para ganado estándar[33]
- Mica (Mica) – furgón para el transporte de carne
- Mink (Visón) – furgón para mercancías
- Milta (Milta) – plataforma cisterna para leche
- Mite (Ácaro) – plataformas gemelas para troncos de madera
- Mogo (Mogo) – vagón motorizado cubierto
- Morel (Morel) – plataforma portahélices
- Open (Abrir) – vagón abierto
- Parto (Parto) – furgón de mercancías con mamparas móviles
- Pollen (Polen) – plataforma para vigas de celosía o calderas
- Rectank (Rectanque) – plataforma para maquinaria[34]
- Roder (Roder) – plataforma para vehículos de carretera (hasta 1935)[2]
- Rotruck (Rotruck) – plataforma bidireccional con cisternas para leche
- Serpent (Serpiente) – plataforma de transporte
- Tadpole (Renacuajo) – vagones para pescado abiertos[34]
- Tevan (Teván) – tipo Mica convertido para tráfico especial
- Toad (Sapo) – furgón de frenos para trenes de mercancías
- Totem (Tótem) – plataforma blindada o para vigas
- Tourn (Tour) – vagón abierto de ocho ruedas (hasta 1934)[2]

## Códigos de tipo
Con muy pocas excepciones, a todos los vagones GWR se les asignó una página en un libro de diagramas que mostraba sus principales dimensiones y características. Cada página tenía una identificación alfanumérica; las letras daban el tipo general de vagón, mientras que los números identificaban características más detalladas de los vagones. Por ejemplo, O8 era un vagón abierto 25 pies (7,6 m), pero V8 era una camioneta banana 28,5 pies (8,7 m) mientras que V7 era una camioneta de mercancías ventilada 21 pies (6,4 m).
- A – vagones articulados para calderas, etc.
- B – vagones blindados, etc.
- C – plataformas para calderas
- D – vagones de placas de vidrio
- E – vagones para ruedas/hélices
- F – plataformas para maquinaria de vapor de obra
- G – plataformas para automotores
- H – vagones planos
- J – vagones para carriles/madera
- K – vagones de prueba de grúas
- L – plataformas de reparación de vía
- M – plataformas de maniobras
- N – vagones de carbón/minerales
- O – vagones para mercancías abiertos
- P – vagones para balasto/arena
- Q – vagones para proveedores
- R – vagones para estiércol
- S – vagones para pescado
- T – vagones para vía general
- U – vagones para piedra
- V – furgones para mercancías cubiertos
- W – plataformas para ganado
- X – furgones para carne
- Y – furgones para frutas
- Z – furgones para pólvora
- AA – furgones de cola para mercancías
- BB – furgones tienda
- CC – furgones taller/herramientas
- DD – vagones cisterna
- EE – vagones planos para cisternas
- FF – vagones de placas de caballete